# Vergara (Colômbia)
Vergara é um município da Colômbia, localizado na província Gualivá, departamento de Cundinamarca.